# 大予言/復活の巨神
『大予言/復活の巨神』（だいよげん ふっかつのきょじん）は、1992年4月28日に東映・バンダイビジュアルから発売されたオリジナルビデオ。天の巻・地の巻と2部構成となっている。

## 概要
企画段階では『宇宙刑事ギャバン』の登場を想定して書かれた作品だったが諸事情で没になり、プロデューサーの吉川進の指示で描かれたうちの一枚を篠原保がアレンジしたものが『超光戦士シャンゼリオン』になった。また当初は、浦沢義雄が脚本を担当する予定だった。当初の企画では、『きんぎょ注意報!』の後番組企画になるはずだったが、その案で全く取られない理由で再び没になるためオリジナルビデオとなり、代わりに『美少女戦士セーラームーン』シリーズを放送することになっている。

## キャスト
- 津島麗奈/皇帝レナ姫 - 泉本教子
- 草野謙介 - 坂上忍
- 堂本英樹/王子ジーク - 加納竜
- 津島美也子/メジーナ - テレサ野田
- モズ一族の長老ボータン - 汐路章
- 津島孝則 - 石山律雄
- 黒川俊策 - 大杉漣
- 真琴 - 賀川黒之助
- 雅彦 - 富田信介
- 光雄 - 西田真吾
- 誠治 - 砂川真吾
- ミナミ - 一輝
- 津島清孝 - 渡辺博貴

## 声の出演
- レクトリウス星ポー一族の戦士ギャタン - 森篤夫
- モズ一族剣士キャブ - 西尾徳
- モズ一族剣士ギュッタ - 篠田薫
- モズ一族剣士ゴンザレス - 大宮悌二
- 先祖霊 - むたあきこ
- ナレーション - 小林清志

## スタッフ
- 監督 - 小林義明
- 制作 - 折田至
- エグゼクティブプロデューサー - 村上克司
- 企画 - 吉川進、加藤昇
- 脚本 - 江連卓
- キャラクターデザイン - 雨宮慶太、篠原保
- 撮影 - 松村文雄
- 音楽 - 川村栄二
- 特撮監督 - 矢島信男